# Elezioni presidenziali in Georgia del 2008
Le elezioni presidenziali in Georgia del 2008 si tennero il 5 gennaio.

## Risultati
| Candidati                  | Partiti                     | Voti      | %     |
| -------------------------- | --------------------------- | --------- | ----- |
| Mikheil Saak'ashvili       | Movimento Nazionale Unito   | 1 060 042 | 54,73 |
| Levan Gachechiladze        | Consiglio Nazionale         | 509 234   | 26,29 |
| Badri Patarkatsishvili     | Indipendente                | 140 826   | 7,27  |
| Shalva Natelashvili        | Partito Laburista Georgiano | 128 589   | 6,64  |
| Davit Gamkrelidze          | -                           | 79 747    | 4,12  |
| Gia Maisashvili            | -                           | 15 249    | 0,79  |
| Irina Sarishvili-Chanturia | -                           | 3 242     | 0,17  |
| Totale                     | Totale                      | 1 936 929 | 100   |